# هوارد داف
هوارد داف (بالإنجليزية: Howard Duff)‏ مواليد 24 نوفمبر 1913 في بريميرتون، واشنطن، الولايات المتحدة - الوفاة 08 يوليو 1990 في سانتا باربارا، الولايات المتحدة، هو ممثل أمريكي بدأ مسيرته الفنية سنة 1947. امتدت مسيرته الفنية لأكثر من 43 عاما.

## الأعمال
- المدينة العارية
- كرامر ضد كرامر
- لا مفر

## روابط خارجية
- هوارد داف على موقع IMDb (الإنجليزية)
- هوارد داف على موقع ألو سيني (الفرنسية)
- هوارد داف على موقع ميوزك برينز (الإنجليزية)
- هوارد داف على موقع أول موفي (الإنجليزية)
- هوارد داف على موقع قاعدة بيانات الأفلام السويدية (السويدية)
- هوارد داف على موقع إن إن دي بي (الإنجليزية)
- هوارد داف على موقع ديسكوغز (الإنجليزية)
- هوارد داف على موقع قاعدة بيانات الفيلم (الإنجليزية)
- هوارد داف على موقع كينوبويسك (الروسية)